# Larhodius maruyamai
Larhodius maruyamai là một loài bọ cánh cứng trong họ Bọ hung (Scarabaeidae).